# Protokolski sklad
Protokolski sklad je izraz za množico protokolov, ki sodelujejo med seboj in se uporabljajo za komunikacijo z drugimi računalniki. Četudi vsak protokolni sklad temelji na ISO/OSI referenčnemu modelu, pa ni nujno, da bo imel določen protokolni sklad vse plasti ISO/OSI modela. Na računalniku povezanem v LAN je na primer protokolni sklad sestavljen iz aplikacijskih protokolov, plasti podatkovne povezave ter specifikacije fizične plasti.
Drugi primer pa je npr. protokolni sklad TCP/IP, ki je sestavljen iz štirih nivojev:
- aplikacijski nivo,
- transportni nivo,
- omrežni nivo in
- nivo nosilnih storitev.